# Tõstamaa
Tõstamaa (autrefois : Testama) est un bourg (alevik) de l’ouest de l’Estonie situé dans la commune de Tõstamaa (région de Pärnu). Il est le chef-lieu de la commune du même nom. Il comprenait 572 habitants en 2011.

## Histoire

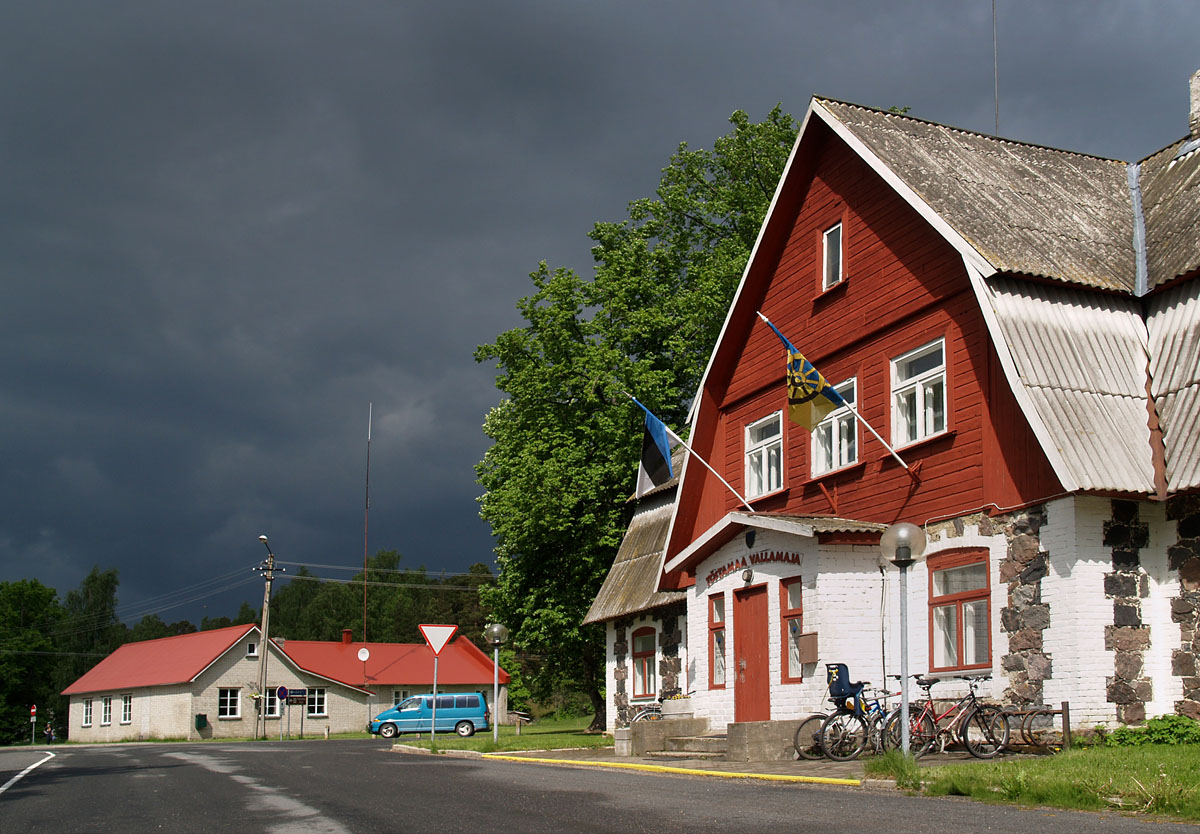
Maison communale.

C’est en 1533 que le domaine de Testama a été formé, appartenant au diocèse luthérien d’Ösel-Wiek. Il appartint ensuite à partir du XVIIe siècle à la famille von Hemmersen qui y fait construire un grand manoir néoclassique en 1804, puis à partir de 1831 il appartint à la famille Staël von Holstein, jusqu’aux nationalisations de 1919.